# خسرو أباد (دهسرد)
خسرو أباد (بالفارسية: خسروآباد) هي قرية تقع في إيران في قسم دهسرد الريفي. يقدر عدد سكانها بـ 233 نسمة بحسب إحصاء 2016.